# Dinero móvil

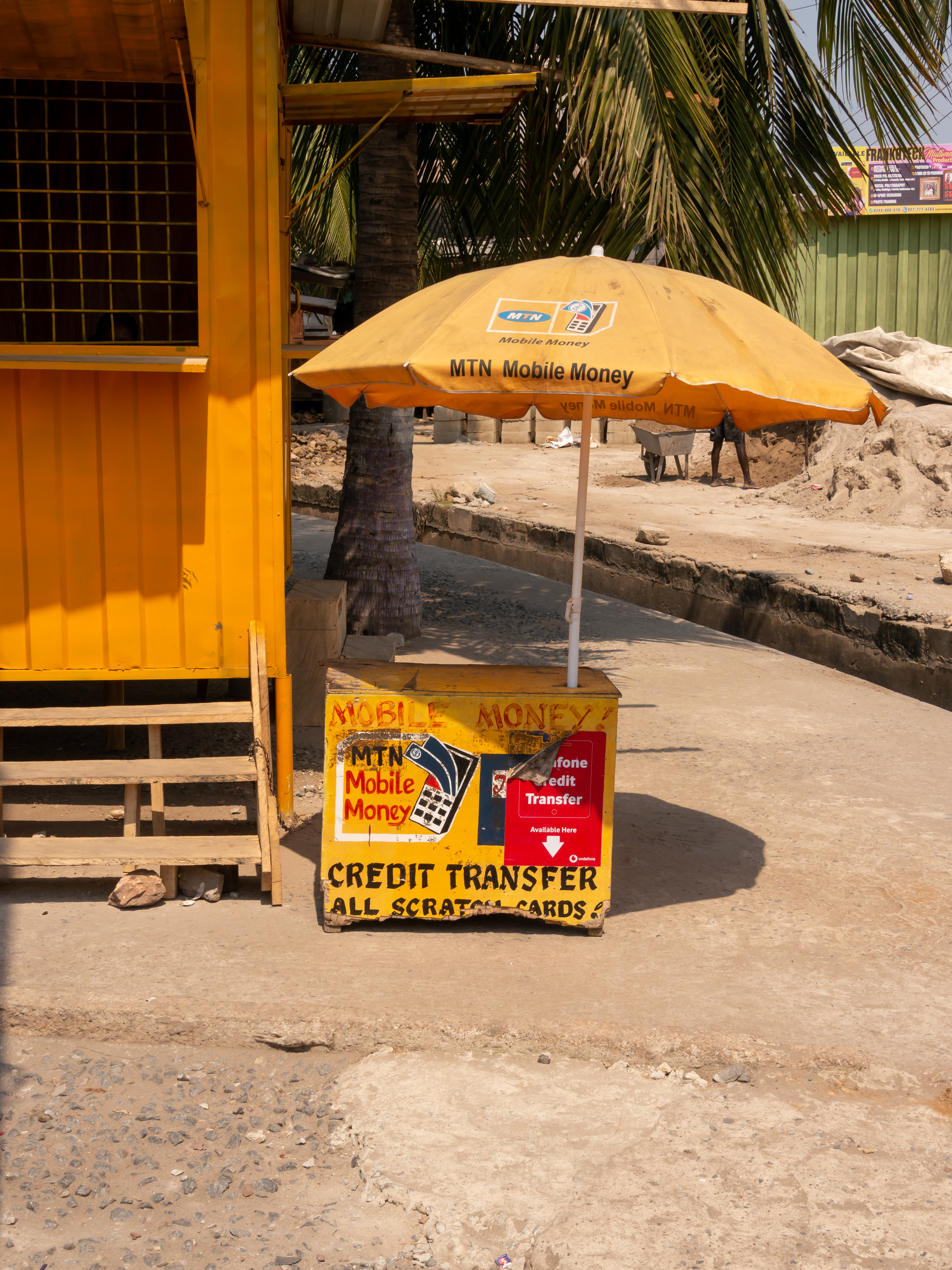
Puesto de dinero móbil en Ghana.

El dinero móvil es un sistema de pagos por móvil basado en cuentas mantenidas por un operador de telefonía móvil y accesibles desde los teléfonos móviles de los abonados. La conversión de dinero en formato electrónico a dinero en efectivo (y viceversa) se realiza en comercios (o mediante agentes). Todas las transacciones se autorizan y registran en tiempo real mediante SMS.

## Historia del dinero móvil
En 2008, se desarrolló el primer banco móvil en Uganda, llamado SmartCash.
En 2009, la GSMA concedió una subvención a Safaricom para apoyar el desarrollo de un proyecto de pago de transferencias sociales a través de M-Pesa, sistema que en 2012 alcanzó los 15 millones de usuarios en Kenia.